# Chernobyl (minisèrie)
Chernobyl (literalment en català: Txornòbil o Txernóbil) és una minisèrie de televisió de drama històric del 2019 que gira al voltant del desastre de Txornòbil de 1986 i els esforços de neteja que van seguir. Va ser creada per Craig Mazin. i dirigida per Johan Renck. Compta amb un repartiment encapçalat per Jared Harris, Stellan Skarsgård, Emily Watson i Paul Ritter.
La sèrie és una coproducció entre els canals HBO dels Estats Units i Sky del Regne Unit i es va estrenar als Estats Units el 6 de maig de 2019 i al Regne Unit un dia més tard. L'emissió de la minisèrie de cinc capítols va finalitzar el 3 de juny de 2019.
Va ser aclamada per la crítica, que va elogiar les actuacions, la fotografia, les precisions històriques, l'atmosfera, la direcció i el guió., partitura i to musical. A la 71a edició dels Premis Emmy Primetime, va rebre dinou nominacions i va guanyar per a Millor Sèrie Limitada, Millor Direcció i Millor Guió, mentre que Harris, Skarsgård i Watson van rebre nominacions a la interpretació. A la 77a edició dels Globus d'Or, la sèrie va guanyar la millor minisèrie o pel·lícula de televisió i Skarsgård va guanyar el Millor actor secundari en sèrie, minisèrie o pel·lícula de televisió
Tot i que la sèrie es va investigar exhaustivament, es van prendre algunes llibertats amb finalitats dramàtiques. El llançament de cada episodi va anar acompanyat d'un podcast en què Mazin i l'amfitrió de la NPR Peter Sagal discuteixen aquests canvis i el raonament que hi ha darrere. Si bé els crítics, experts i testimonis han observat discrepàncies històriques i de fets a la minisèrie, l'atenció dels creadors als detalls ha estat àmpliament elogiada.

## Argument
Chernobyl segueix la veritable història d'una de les pitjors catàstrofes provocades per l'home i parla dels valents homes i dones que es van sacrificar per salvar Europa d'un desastre inimaginable. La minisèrie se centra en el punyent abast del desastre de la planta nuclear de Txornòbil que va ocórrer a la Unió Soviètica (actual Ucraïna) a l'abril de 1986, revelant com i per què van passar els fets.
, explicant les històries de les persones que van estar implicades en el desastre i dels que hi van respondre. La sèrie descriu algunes de les històries menys conegudes del desastre, incloent els esforços dels bombers que van ser els primers que van respondre a l'escena, els voluntaris i els equips de miners que van cavar un túnel crític sota el Reactor 4.
Algunes de les històries narrades a la sèrie estan basades en els testimonis del llibre La pregària de Txornòbil, de l'escriptora belarussa Svetlana Aleksiévitx.

## Repartiment

### Principal
- Jared Harris en el paper de Valeri Legàssov,[13] el director adjunt de l'Institut Kurtxàtov enviar per ajudar els esforços de neteja.
- Stellan Skarsgård en el paper de Borís Sxerbina, vicepresident del Consell de Ministres.
- Emily Watson en el paper d'Ulana Khomiuk, una física nuclear de Minsk. Khomyuk és un personatge compost de ficció basat en els nombrosos científics que van investigar l'accident.[14]
- Paul Ritter en el paper d'Anatoli Diàtlov,[15] l'enginyer en cap adjunt de la central nuclear de Txornòbil.
- Jessie Buckley en el paper de Ludmilla Ignatenko, l'esposa de Vasily Ignatenko.
- Adam Nagaitis en el paper de Vassili Ignatenko, un bomber de Pripyat i entre els primers enviats a combatre l'incendi de Txornòbil..
- Con O'Neill en el paper de Víktor Briukhànov, el gerent de Txornòbil.
- Adrian Rawlins en el paper de Nikolai Fomin, l'enginyer en cap de Txornòbil.
- Sam Troughton en el paper d'Aleksandr Akímov, el supervisor del torn de nit a Txornòbil.
- Robert Emms en el paper de Leonid Toptunov, l'enginyer sènior de Txornòbil.
- David Dencik en el paper de Mikhaïl Gorbatxov, el secretari general del Partit Comunista de la Unió Soviètica.
- Mark Lewis Jones en el paper de Vladímir Pikàlov, el comandant de les forces químiques soviètiques
- Alan Williams en el paper de Txàrkov, el primer vicepresident del KGB.[16]
- Alex Ferns en el paper de Andrei Glukhov, el cap de la tripulació minera.
- Ralph Ineson en el paper de Nikolai Tarakànov, el supervisor en cap de l'operació de neteja.
- Barry Keoghan en el paper de Pàvel Grémov, un liquidador civil reclutat.[17]
- Fares Fares en el paper de Batxó, un soldat georgià i veterà de la guerra afgano-soviètica que entrena Pàvel.
- Michael McElhatton en el paper d'Andrei Stepaixin, el fiscal del judici de Diàtlov, Briukhànov i Fomin.

### Recurrents
- Adam Lundgren en el paper de Viatxeslav Bràjnik, l'operador sènior de turbines de Txornòbil.
- Karl Davies en el paper de Víktor Proskuriakov, un enginyer sènior de control de reactors en pràctiques a Txornòbil.
- Donald Sumpter en el paper de Jàrkov, membre del comitè executiu de Pripiat.
- Billy Postlethwaite en el paper de Borís Stoliartxuk, l'enginyer de control de la unitat número 4 de Txornòbil.
- Joshua Leese en el paper d'Ígor Kirstxenbaum, enginyer sènior de control de turbines a Txornòbil.
- Nadia Clifford en el paper de Svetlana Zintxenko, una metgessa que tracta Vassili Ignatenko i altres amb la malaltia de les radiacions.
- Jamie Sives en el paper d'Anatoli Sitnikov, l'enginyer en cap adjunt d'operacions de Txornòbil enviat per inspeccionar el nucli explotat.
- Baltasar Breki Samper en el paper d'Alexei Ananenko, un dels voluntaris que va drenar aigua al soterrani de Txornòbil per evitar una explosió.
- Philip Barantini en el paper de Valeri Bezpalov, un dels voluntaris que va drenar aigua al soterrani de Txornòbil per evitar una explosió.
- Oscar Giese en el paper de Borís Baranov, un dels voluntaris que va drenar aigua al soterrani de Txornòbil per evitar una explosió.
- Douggie McMeekin en el paper d'Aleksandr Iuvtxenko, un enginyer-mecànic superior de servei la nit de l'explosió.
- Michael Socha en el paper de Mijaïl, un resident de Pripiat i pare d'un nadó que estan tots dos presents al pont mirant el foc.

### A més
- Natasha Radski com a lectora de notícies russes.
- Jay Simpson com a Valeri Perevoztxenko, el capataç de la secció del reactor.
- Michael Colgan com Mijaïl Ixtxadov, ministre soviètic de la indústria del carbó .
- James Cosmo com a miner.
- Peter Guinness com el major Burov.
- Hilton McRae com Milan Kadnikov, el jutge que presideix el judici de Diàtlov, Briujànov i Fomin.
- Kieran O'Brien com a Valeri Khodemtxuk, l'operador principal de la bomba de circulació del torn de nit a Txornòbil.
- Alexej Manvelov com a Garo, un soldat armeni que acompanya Batxó i Pàvel.
- Josef Altin com a soldat

## Episodis
| Episodi | Títol                                                              | Director    | Guionista   | Data emissió original | Audiència Estats Units | Audiència Regne Unit |
| --- | ------------------------------------------------------------------ | ----------- | ----------- | --------------------- | ---------------------- | -------------------- |
| 1 | «1:23:45»                                                          | Johan Renck | Craig Mazin | 6 de maig de 2019     | 0.756                  | 0.861                |
| El 26 d'abril de 1988, a les 1:23:45, el químic soviètic Valeri Legàssov es penja al seu apartament de Moscou després d'enregistrar una sèrie de memòries. Exactament dos anys abans, el reactor número 4 de la central nuclear de Txornòbil va explotar prop de Prípiat, Ucraïna. L'enginyer en cap adjunt Anatoli Diàtlov rebutja la gravetat de l'explosió, malgrat que el nucli ha explotat i ara està exposat. Arriben els serveis d'emergència, sense saber el perill que suposen les runes escampades per l'explosió. Diàtlov es reuneix amb el Comitè Executiu de Prípiat, que no té en compte el perill que suposa per a la ciutat i els seus habitants en prohibir l'evacuació i suspendre la comunicació amb el món exterior. Sota les ordres de Diàtlov, Aleksandr Akímov i Leonid Toptunov obren manualment les vàlvules d'aigua per inundar el reactor danyat, però en fer-ho estan exposats a dosis de radiació letals. A Moscou, Legàssov és informat del que ha passat i se li ordena al Kremlin que doni assessorament tècnic al comitè que gestiona la resposta. |                                                                    |             |             |                       |                        |                      |
| 2 | «Please Remain Calm» «Si us plau, mantingueu la calma»             | Johan Renck | Craig Mazin | 13 de maig de 2019    | 1.004                  | 0.891                |
| A Minsk, set hores després de l'explosió, la física nuclear Ulana Khomiuk detecta un augment dels nivells de radiació, però les seves preocupacions són ignorades per les autoritats locals. A l'hospital de Prípiat (ara sobrecarregat de pacients que pateixen ARS), Ludmilla Ignatenko descobreix que el seu marit, el bomber Vasili, ha estat enviat a Moscou, així com diversos altres pacients amb ARS. Legàsov informa Mikhaïl Gorbatxov que l'esdeveniment a Txornòbil és molt més greu del que es va informar inicialment, i Legàssov és enviat allà amb Borís Sxerbina per comprovar la gravetat en persona. Boris continua essent rotundament escèptic que Legàssov estigui equivocat, fins i tot quan Legàssov assenyala la ratxa distintiva de la llum blava que emana del reactor, és a dir, el reactor està exposat i la radiació entra a l'atmosfera. Una lectura del dosímetre també demostra que Legàssov és correcte, i l'exèrcit té instruccions per sufocar el foc amb sorra i bor. Khomiuk també arriba a Txornòbil per investigar l'espiga, i adverteix a Legàssov i Sxerbina que es produirà una desastrosa explosió de vapor si la sorra i el bor sobreescalfats entran en contacte amb l'aigua de la vàlvula acumulada. Un grup de voluntaris entra al reactor per drenar l'aigua. |                                                                    |             |             |                       |                        |                      |
| 3 | «Open Wide, O Earth» «Obre de bat a bat, oh Terra»                 | Johan Renck | Craig Mazin | 20 de maig de 2019    | 1.063                  | 1.100                |
| Tot i que el soterrani està drenat, comença una fusió nuclear i amenaça de filtrar i contaminar els rius Prípiat i Dnièper, el subministrament d'aigua local per a 50 milions de persones, a més de conreus i bestiar. Els miners de carbó de Tula són allistats per excavar un túnel i instal·lar un intercanviador de calor directament a sota de la planta. Mentrestant, Khomiuk és enviada a un hospital de Moscou, on troba Diàtlov poc cooperatiu, però s'assabenta dels moribunds Toptunov i Akímov que l'aturada d'emergència iniciada per Akímov va desencadenar l'explosió, un escenari considerat impossible. Ludmilla suborna a l'hospital per estar amb el seu marit i veu amb els seus propis ulls el deteriorament del seu estat. Khomiuk presencia que Ludmilla entra al llit aïllat de Vassili i es posa en contacte amb ell, i amenaça amb exposar la negligència de l'hospital, però és arrestada pels agents del KGB que l'havien seguit. Legàssov organitza el seu alliberament; ell i Sxerbina informen al Comitè dels seus plans, que requereixen la mobilització massiva de liquidadors per a la descontaminació. Més tard, Ludmilla observa com el seu marit i diverses altres víctimes de l'ARS morts són dipositats a una fossa comuna, segellats en arquetes de zinc i enterrats en formigó. |                                                                    |             |             |                       |                        |                      |
| 4 | «The Happiness of All Mankind» «La felicitat de tota la humanitat» | Johan Renck | Craig Mazin | 27 de maig de 2019    | 1.193                  | 1.311                |
| S'ordena una zona d'exclusió més àmplia tal com indiquen els plans de Legàssov. També es despleguen tropes per eliminar els animals abandonats i salvatges a causa de l'amenaça que suposa una possible contaminació. Sxerbina s'enfada quan un robot policial avançat enviat des d'Alemanya Occidental falla a l'instant al nivell més irradiat del sostre de la planta, perquè el Comitè Central va afirmar falsament a Occident que la quantitat de radiació al sostre era només de 2.000 roentgen en lloc de 12.000. Aquest intent d'evitar la humiliació de l'estat fa que el general Nikolai Tarakanov no tingui més remei que ordenar a 3.828 liquidadors que netegin les deixalles de grafit a mà, amb només 90 segons cadascun per fer-ho. Khomiuk obté accés a documents classificats i identifica un incident proper sorprenentment similar el 1975 a la central nuclear de Leningrad, que resulta que Legàssov coneixia. Insta Legàssov a declarar en l'eventual judici de Diàtlov i la direcció de la planta; Legàssov també es dirigirà a l'Agència Internacional d'Energia Atòmica. Sxerbina, que ha arribat a comprendre l'impacte i l'escala real del que ha passat i que podria tornar a passar en el futur, demana precaució per evitar les represàlies del govern. Khomiuk respon informant-los que Ludmilla va donar a llum una nena que va morir en poques hores, assassinada per la radiació absorbida pel contacte de Ludmilla amb el seu marit. |                                                                    |             |             |                       |                        |                      |
| 5 | «Vichnaya Pamyat» «Eterna memòria»                                 | Johan Renck | Craig Mazin | 3 de juny de 2019     | 1.089                  | 2.112                |
| Diàtlov, el director de la planta Víktor Briukhànov i l'enginyer en cap Nikolai Fomin són jutjats per la mala gestió del desastre. Sxerbina, Khomiuk i Legàssov donen testimoni. Tot i que Legàssov atribueix l'incident al flagrant menyspreu de Diàtlov pel procediment de seguretat, no el fa l'únic responsable. Revela (tot i que en fer-ho admet que el seu testimoni a la conferència de l'OIEA a Viena va ser una mentida) que les barres de control fetes amb bor, destinades a reduir la reactivitat, estan en realitat amb punta de grafit, un material que accelera la reactivitat, només perquè era més barat fer-ho així. La revelació de Legàssov fa efectivament el govern responsable de la supressió d'aquesta informació: quan Akímov va prémer el botó AZ-5 per apagar el reactor, sense saber-ho, va desencadenar l'explosió. El vicepresident del KGB Txharkov informa en privat a Legàssov que el seu testimoni serà rebutjat per l'estat i que el seu paper per evitar que el desastre s'escapi de les mans s'atribuirà a altres persones. Els crèdits finals de la sèrie revelen el destí de diverses persones clau implicades en la neteja del desastre de Txornòbil i afirmen que la minisèrie està dedicada a la seva valentia i sacrificis. |                                                                    |             |             |                       |                        |                      |

## Producció

### Desenvolupament i redacció
L'escriptor Craig Mazin va començar a investigar per al projecte el 2014, llegint llibres i informes governamentals de dins i de fora de la Unió Soviètica. Mazin també va entrevistar científics nuclears per saber com funciona un reactor, i antics ciutadans soviètics per tenir una millor idea de la cultura el 1986. Mazin també va llegir diversos relats en primera persona per tal d'aportar més autenticitat a la història. Va explicar: "Quan llegeixes les històries personals de la gent que hi havia: gent que vivia a prop de la planta, gent que treballava a la planta, gent que va ser enviada a Txornòbil com a part de l'esforç per netejar-la, en aquells comptes individuals, és realment allà on la història va cobrar vida".
L'interès de Mazin per crear la sèrie es va originar quan va decidir escriure alguna cosa que abordava "com estem lluitant amb la guerra global contra la veritat ara mateix". Una altra inspiració és que sabia que Txornòbil va explotar, però no sabia per què. Va explicar: "No sabia per què, i vaig pensar que hi havia aquest buit inexplicable en el meu coneixement... Així que, vaig començar a llegir-ne, només per aquesta curiositat intel·lectual molt seca, i el que vaig descobrir va ser que, tot i que la història de l'explosió és fascinant, i deixem molt clar exactament per què i com va passar, el que realment em va agafar i em va retenir van ser les històries increïbles dels éssers humans que la van viure, i que van patir i es van sacrificar per salvar el gent que estimaven, per salvar els seus compatriotes i per salvar un continent, i va continuar fent-ho, en contra d'uns pronòstics que eren sorprenents i cada cop empitjoraven. Em va emocionar molt. Era com si hagués descobert una guerra que la gent acabava de fer. Realment no estava representat, i em vaig obsessionar". Mazin va dir que "La lliçó de Txornòbil no és que l'energia nuclear moderna és perillosa La lliçó és que la mentida, l'arrogància i la supressió de les crítiques són perilloses".
En preparació per a la minisèrie, Mazin va visitar la Zona d'exclusió de Txornòbil. Mazin va prendre la decisió en les primeres etapes de no utilitzar accents russos o ucraïnesos, i en canvi, que els actors utilitzessin els seus accents naturals. Mazin va explicar: "Vam tenir una idea inicial que no volíem fer el" accent tòpic de 'Boris i Natasha' perquè l'accent rus pot convertir-se en còmic molt fàcilment. Al principi, vam pensar que potser faríem que la gent fes aquest tipus d'accents vagament d'Europa de l'Est, no molt forts però notables. El que hem trobat molt ràpidament és que els actors actuaran amb accents. No actuaran, faran accents i estàvem perdent tot d'aquesta gent que estimem. Sincerament, crec que després d'una o dues audicions vam dir: "D'acord, nova regla". Ja no estem fent això'". Mazin tampoc no va reclutar cap actor nord-americà, ja que això podria treure l'audiència de la història.
El 26 de juliol de 2017, es va anunciar que HBO i Sky havien donat una ordre de sèrie a Txornòbil. Va ser la primera coproducció d'HBO amb Sky UK. La minisèrie de cinc capítols va ser escrita per Craig Mazin i dirigida per Johan Renck. Mazin també va exercir com a productor executiu al costat de Carolyn Strauss i Jane Featherstone, amb Chris Fry i Renck actuant com a coproductors executius. L'11 de març de 2019, es va anunciar que la minisèrie s'estrenaria el 6 de maig de 2019. El 4 de juny de 2019, Craig Mazin va posar els guions originals de tots els episodis disponibles per a la seva baixada com a PDF (vegeu Enllaços externs abaix).
Un podcast complementari de la minisèrie tenia nous episodis publicats a mesura que cada episodi de televisió s'emetia a HBO. T El podcast va incloure converses entre Mazin i l'amfitrió Peter Sagal, incloent discussions sobre on l'espectacle era el més fidel possible als esdeveniments històrics i on es van consolidar o modificar els esdeveniments com a part de la llicència artística.

### Càsting
Simultàniament a l'anunci inicial de la sèrie, es va confirmar que Jared Harris protagonitzaria la sèrie. El 19 de març de 2018, es va anunciar que Stellan Skarsgård i Emily Watson s'havien unit al repartiment principal, marcant la seva segona col·laboració després de Breaking the Waves. El maig de 2018, es va anunciar que també s'havien unit al repartiment Paul Ritter, Jessie Buckley, Adrian Rawlins i Con O'Neill.

### Filmació

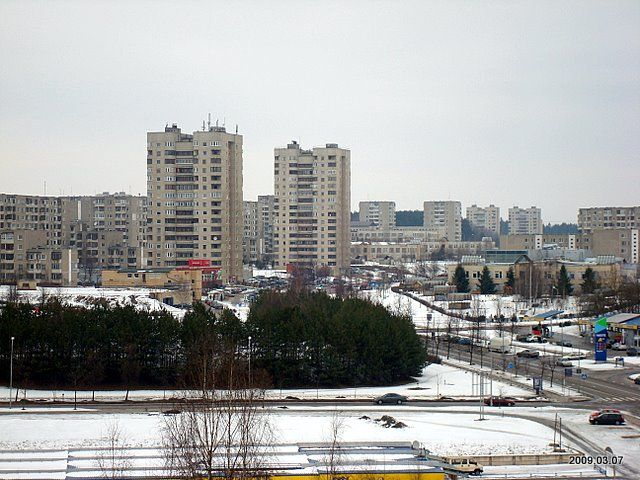
El districte de Fabijoniškės (Vílnius, Lituània) de l'època soviètica es va utilitzar per retratar Prípiat.

La fotografia principal va començar l'abril de 2018 a Lituània. El rodatge inicial va començar el 13 de maig de 2018, a Fabijoniškės, un barri residencial de Vílnius (Lituània), que va ser utilitzat per retratar la ciutat ucraïnesa de Prípiat, ja que el districte mantenia un autèntic ambient soviètic. Una zona d'apartaments de panells densament construïts va servir com a ubicació per a les escenes d'evacuació. El director Johan Renck va criticar durament la quantitat de finestres modernes diverses i atractives a les cases, però no es va preocupar per eliminar-les en la postproducció. A finals de març, la producció es va traslladar a Visaginas, Lituània, per filmar tant l'exterior com l'interior de la central nuclear d'Ignalina, una central nuclear abandonada que de vegades es coneix com "la germana de Txornòbil" per la seva semblança visual i el disseny del reactor nuclear utilitzat tant a Txornòbil com a Ignalina (reactor nuclear RBMK). A principis de juny de 2018, la producció es va traslladar a Ucraïna per rodar escenes finals menors. El rodatge de Txornòbil va durar 16 setmanes.

### Música
La partitura musical va ser composta pel compositor islandès Hildur Guðnadóttir. L'agost de 2018, va començar a gravar la partitura amb Chris Watson a la central nuclear d'Ignalina, on es va rodar la sèrie de manera preliminar. Va utilitzar els enregistraments de la central elèctrica, decidint no dependre dels instruments i del material pregravat per crear la partitura, ja que volia experimentar des de la perspectiva de l'oient sobre com és realment estar dins d'una central elèctrica. L'àlbum de partitura original va ser llançat per les discogràfiques Deutsche Grammophon i WaterTower Music el 31 de maig de 2019, amb una edició en vinil publicada per Decca el 6 de setembre de 2019.

## Exactitud històrica
La sèrie va ser investigada exhaustivament, però es van prendre algunes llibertats amb finalitats dramàtiques, com ara la presència de Legàssov al judici. El primer episodi mostra Legàssov cronometrant el seu suïcidi fins al segon (1:23:45) per coincidir amb el segon aniversari de l'explosió de Txornòbil. En realitat, Legàssov es va suïcidar un dia després. L'epíleg reconeix que el personatge d'Ulana Khomiuk és fictici, un compost de múltiples científics soviètics. L'expert de Txornòbil Adam Higginbotham assenyala en una entrevista que no calia que els científics "descobrissin la veritat"; que "molts científics nuclears van saber durant tot el temps que hi havia problemes amb aquest reactor, els problemes que van conduir finalment a una explosió i un desastre". La llicència artística també es va utilitzar en la representació del "Pont de la Mort", des del qual els espectadors de Prípiat observaven les conseqüències immediates de l'explosió; la minisèrie afirma que tots els espectadors van morir posteriorment, una afirmació que ara es considera generalment una llegenda urbana.
El disseny de producció de la sèrie, com ara l'elecció de decorats, accessoris i vestuari, ha rebut grans elogis per la seva precisió. Diverses fonts han elogiat l'atenció fins i tot als detalls menors de la configuració, com ara l'ús dels números reals de matrícula de la regió de Kíev, i una revisió del New Yorker afirma que "la cultura material de la Unió Soviètica es reprodueix amb una precisió que mai abans s'havia fet" tant per cineastes occidentals o russos. Oleksiy Breus, un enginyer de Txornòbil, elogia la representació dels símptomes de l'enverinament per radiació; tanmateix, Robert Gale, un metge que va tractar víctimes de Txornòbil, afirma que la minisèrie va exagerar els símptomes suggerint que els pacients eren activament radioactius. En un judici més crític, una revisió del Moscow Times destaca alguns petits errors de disseny: per exemple, es mostra de manera imprecisa que els soldats soviètics sostenen les seves armes a l'estil occidental, i l'apartament de Legàssov era massa "súper" per a un científic sel seu estatus. Durant una entrevista a BBC Russian, la Ludmilla Ignatenko real va descriure com va patir assetjament i crítiques quan es va emetre la sèrie. Va afirmar que els periodistes la van perseguir a casa i fins i tot li van clavar el peu a la porta mentre intentaven entrevistar-la, i que va patir crítiques per haver exposat la seva filla no nascuda a Vassili, malgrat que aleshores no sabia res de la radiació, i que el risc per al fetus d'aquesta exposició és infinitesimament petit. Va dir que mai va donar permís a HBO i Sky Atlantic per explicar la seva història, dient que hi havia hagut una única trucada telefònica oferint diners després que s'hagués completat el rodatge. Va pensar que la trucada era un engany perquè venia d'un número de Moscou i va penjar. HBO Sky rebutja això, dient que van tenir múltiples intercanvis amb Ludmilla abans, durant i després de la filmació amb l'oportunitat de participar i proporcionar comentaris, i en cap moment va expressar el desig que la seva història no s'inclogués.
La representació dels funcionaris soviètics, incloent tant la direcció de la planta com les figures del govern central, va rebre crítiques. Breus, l'enginyer de Txornòbil, argumenta que els personatges de Viktor Bryukhanov, Nikolai Fomin i Anatoly Diàtlov estaven "distorsionats i tergiversats, com si fossin dolents." De la mateixa manera, diverses revisions critiquen la sèrie per crear una cruda dicotomia moral, en la qual els científics són representats com excessivament heroics mentre que el govern i els funcionaris de la planta són uniformement dolents. Les amenaces ocasionals de violència i execució per part dels funcionaris del govern també es van veure com a anacròniques: Masha Gessen del New Yorker argumenta que les amenaces representades "no eren una característica de la vida soviètica després dels anys trenta Higginbotham té una visió més positiva de la representació de les autoritats, argumentant que l'actitud despreocupada del govern central va ser representada amb precisió.

## Rebuda

### Resposta crítica
Chernobyl va rebre un gran reconeixement de la crítica. A l'agregador de ressenyes Rotten Tomatoes, la sèrie té una puntuació d'aprovació del 96% basada en 97 ressenyes, amb una valoració mitjana de 8,94/10. El consens dels crítics del lloc web diu: "Txornòbil reblons amb un temor que mai es dissipa, dramatitzant una tragèdia nacional amb artesanes esterlines i una dissecció intel·ligent de la podridura institucional". A Metacritic, té una puntuació mitjana ponderada de 82 sobre 100, basada en 27 crítics, la qual cosa indica "aclamació universal".
Els crítics de The Atlantic, The Washington Post, i BBC van observar paral·lelismes amb la societat contemporània centrant-se en el poder de la informació i com els líders deshonests poden cometre errors més enllà de la seva comprensió. Sophie Gilbert de The Atlantic va aclamar la sèrie com una "disquisició sombría sobre el cost de devaluar la veritat"; [59] Hank Stuever de The Washington Post ho va elogiar per mostrar "el que passa quan la mentida és estàndard i s'abusa de l'autoritat"; Hank Stuever va elogiar-la com una "exposició ferotgement intel·ligent del cost humà de la censura estatal. M'encantaria veure una exposició semblant del desastre de Bhopal"". David Morrison es va "sorprendre per l'atenció a la precisió" i diu que "la sèrie fa un treball excel·lent presentant els problemes tècnics i humans de l'accident".
Jennifer K. Crosby, que escriu per a The Objective Standard, diu que la minisèrie "explora els motius d'aquesta monumental catàstrofe i il·lustra com es va magnificar per l'evasió i la negació dels responsables", i afegeix que "tot i que el veritable peatge del desastre sobre milions de vides mai es coneixeran, Chernobyl fa un llarg camí per ajudar-nos a entendre [les seves] causes i efectes reals". Aaron Giovannone escriu críticament de la sèrie a la publicació socialista Jacobin, afirmant que "encara que ens preocupem per la crisi ecològica en curs causada pel capitalisme, Chernobyl es delecta amb el fracàs de l'alternativa històrica al capitalisme", que reforça l'statu quo, que ens ofereix "cap sortida" de la crisi.

#### Resposta russa, belarussa i ucraïnesa
La minisèrie va tenir una bona acollida per part de la crítica i el públic a Rússia Vladimir Medinsky, ministre de cultura rus, el pare del qual va ser un dels liquidadors de Txornòbil, va qualificar la sèrie de "realitzada magistralment" i "filmada amb gran respecte per la gent comuna". Es va informar que el canal de televisió rus NTV ha estat produint la seva pròpia versió de la història de Txornòbil en la qual la CIA té un paper clau en el desastre. Tanmateix, la sèrie en qüestió havia estat en producció des d'abans de la minisèrie d'HBO i no es va crear com a resposta a aquesta. Es va penjar un tràiler aparent de la sèrie a YouTube, però després es va suprimir després d'una reacció negativa.
El partit Comunistes de Rússia va demanar una demanda per difamació contra l'escriptor, director i productors de Chernobyl, qualificant l'espectacle de "repugnant". En un comunicat, el membre del partit Sergei Malinkovitx va parlar de les intencions del partit de pressionar el regulador de televisió Roskomnadzor per demanar que bloquegi l'accés local a la sèrie. Marianna Prisiajniuk de Vice Media assenyala que diversos mitjans de comunicació russos descriuen la minisèrie com a propaganda unilateral, incompleta o antirusa. Argumenty and Fakty va descartar l'espectacle com "una caricatura i no la veritat" i "L'únic que falten són els óssos i els acordions!" va bromejar Stanislav Natanzon, presentador principal de Rússia-24, un dels principals canals de notícies del país.
A Ucraïna, Anna Korolevska, directora adjunta del Museu Nacional Ucraïnès de Txornòbil a Kíev, va dir: "Avui els joves que arriben al poder a Ucraïna no saben res d'aquell desastre el 1986. Era una pel·lícula necessària per fer i HBO, òbviament, ha fet tot el possible; pel que fa a nosaltres, farem una gira especial sobre la veritat històrica de Txornòbil, inspirada en la sèrie de HBO". Bermet Talant, un periodista ucraïnès, va assenyalar que "A Rússia, un estat que encara s'enorgulleix del llegat soviètic, la sèrie s'ha enfrontat a les crítiques dels mitjans oficials. Mentrestant, molts a Ucraïna van apreciar la sèrie per humanitzar un capítol tràgic. en la història del país […] Els espectadors ucraïnesos també van apreciar Chernobyl de HBO per lloar l'heroisme i l'abnegació de la gent comuna."
La premi Nobel belarussa Svetlana Aleksiévitx, el llibre de la qual va inspirar la sèrie, va dir: "Ara assistim a un nou fenomen que els belarussos, que van patir molt i pensaven que sabien molt sobre la tragèdia, han canviat completament la seva percepció sobre Txornòbil i estan interpretant aquesta tragèdia en d'una manera totalment nova. Els autors ho van aconseguir, tot i que són d'un món completament diferent, no de Belarús, ni de la nostra regió". També va assenyalar la seva popularitat entre els joves belarussos.

#### Recepció a la Xina
A l'inici de la pandèmia de COVID-19 a la Xina, els internautes xinesos van establir paral·lelismes entre la resposta soviètica al desastre de Txornòbil i la gestió inicial del brot de coronavirus per part del govern xinès. Com a resposta, la pàgina de Chernobyl a Douban, que en aquell moment havia acumulat més de 200.000 valoracions amb una mitjana de 9,6 sobre 10, va ser eliminada.

### Premis i nominacions
| Premi                                                        | Categoria | Nominats | Resultat  | Ref.            |  |
| ------------------------------------------------------------ | --- | --- | --------- | --------------- |  |
| Editors de cinema americans                                  | Millor minisèrie o pel·lícula editada per a televisió                                                         | Jinx Godfrey i Simon Smith (per "Vichnaya Pamyat") | Guanyador | [ 87 ]          |  |
| Premis de l'American Film Institute                          | Programes de televisió de l'any                                                                               | Chernobyl | Guanyador | [ 88 ]          |  |
| Premis del Gremi de Directors d'Art                          | Pel·lícula de televisió o sèrie limitada                                                                      | Luke Hull | Guanyador | [ 89 ]          |  |
| Premis de l'Associació de So Cinematogràfic                  | Excel·lència en so per a un drama televisiu                                                                   | Chernobyl | Guanyador | [ 90 ]          |  |
| Premi Banff Rockie                                           | Sèrie limitada                                                                                                | Chernobyl | Guanyador | [ 91 ]          |  |
| Blogs de Oro                                                 | Millor Sèrie                                                                                                  | Chernobyl | Guanyador | [ 92 ]          |  |
| Blogs de Oro                                                 | Millor actor en una sèrie                                                                                     | Jared Harris | Guanyador | [ 92 ]          |  |
| Blogs de Oro                                                 | Millor actor en una sèrie                                                                                     | Stellan Skarsgård | Nominat   | [ 92 ]          |  |
| Premis de l'Acadèmia Britànica d'Escòcia                     | Millor actor de televisió                                                                                     | Alex Ferns | Guanyador | [ 93 ]          |  |
| Premis de televisió de l'Acadèmia Britànica                  | Millor minisèrie                                                                                              | Chernobyl | Guanyador | [ 94 ]          |  |
| Premis de televisió de l'Acadèmia Britànica                  | Millor actor protagonista                                                                                     | Jared Harris | Guanyador | [ 94 ]          |  |
| Premis de televisió de l'Acadèmia Britànica                  | Millor actor secundari                                                                                        | Stellan Skarsgård | Nominat   | [ 94 ]          |  |
| Premis d'artesania de televisió de l'Acadèmia Britànica      | Millor director: Ficció                                                                                       | Johan Renck | Guanyador | [ 95 ]          |  |
| Premis d'artesania de televisió de l'Acadèmia Britànica      | Millor guionista: Drama                                                                                       | Craig Mazin | Nominat   | [ 95 ]          |  |
| Premis d'artesania de televisió de l'Acadèmia Britànica      | Millor muntatge: Ficció                                                                                       | Simon Smith i Jinx Godfrey | Guanyador | [ 95 ]          |  |
| Premis d'artesania de televisió de l'Acadèmia Britànica      | Millor disseny de vestuari                                                                                    | Odile Dicks-Mireaux | Guanyador | [ 95 ]          |  |
| Premis d'artesania de televisió de l'Acadèmia Britànica      | Millor disseny de maquillatge i perruqueria                                                                   | Daniel Parker i Barrie Gower | Nominat   | [ 95 ]          |  |
| Premis d'artesania de televisió de l'Acadèmia Britànica      | Millor Música Original                                                                                        | Hildur Guðnadóttir | Guanyador | [ 95 ]          |  |
| Premis d'artesania de televisió de l'Acadèmia Britànica      | Millor fotografia i il·luminació: ficció                                                                      | Jakob Ihre | Guanyador | [ 95 ]          |  |
| Premis d'artesania de televisió de l'Acadèmia Britànica      | Millor Disseny de Producció                                                                                   | Luke Hull i Claire Levinson-Gendler | Guanyador | [ 95 ]          |  |
| Premis d'artesania de televisió de l'Acadèmia Britànica      | Millor càsting amb guió                                                                                       | Nina Gold i Robert Sterne | Nominat   | [ 95 ]          |  |
| Premis d'artesania de televisió de l'Acadèmia Britànica      | Millor so: Ficció                                                                                             | Stefan Henrix, Joe Beal, Stuart Hilliker i Vincent Piponnie | Guanyador | [ 95 ]          |  |
| Premis d'artesania de televisió de l'Acadèmia Britànica      | Millors efectes especials, visuals i gràfics                                                                  | Lindsay Mcfarlane, Claudius Christian Rauch i Jean-Clément Soret | Nominat   | [ 95 ]          |  |
| Premis del Gremi de Dissenyadors de Cinema Britànics         | Drama de televisió internacional que inclou minisèries, pel·lícules de televisió o sèries limitades           | Luke Hull, Karen Wakefield i Claire Levinson-Gendler | Guanyador | [ 96 ]          |  |
| Premis de la Societat Britànica de Cinematògrafs             | Millor fotografia en un drama de televisió                                                                    | Jakob Ihre | Guanyador | [ 97 ]          |  |
| Premi a la Innovació Tecnològica                             | Millor projecte VFX                                                                                           | Max Dennison i Clare Cheetham | Guanyador | [ 98 ]          |  |
| Premi a la Innovació Tecnològica                             | Excel·lència en la qualificació (guió)                                                                        | Chernobyl | Guanyador | [ 98 ]          |  |
| Premis del Gremi de la Premsa de Radiodifusió                | Millor Sèrie Dramàtica                                                                                        | Chernobyl | Guanyador | [ 99 ]          |  |
| Premis del Gremi de la Premsa de Radiodifusió                | Millor actor                                                                                                  | Jared Harris | Nominat   | [ 99 ]          |  |
| Premis del Gremi de la Premsa de Radiodifusió                | Millor actriu                                                                                                 | Emily Watson | Nominat   | [ 99 ]          |  |
| Premis del Gremi de la Premsa de Radiodifusió                | Millor Escriptor                                                                                              | Craig Mazin | Guanyador | [ 99 ]          |  |
| Casting Society of America                                   | Sèrie Limitada                                                                                                | Nina Gold i Robert Sterne | Nominat   | [ 100 ]         |  |
| Premis Cinema Audio Society                                  | Assoliment destacat en la mescla de so per a pel·lícules de televisió o sèries limitades                      | Vincent Piponnier, Stuart Hilliker, Gibran Farrah i Philip Clements | Guanyador | [ 101 ]         |  |
| Premis Clio                                                  | Trailer 1 – Gold Winner                                                                                       | Chernobyl | Guanyador | [ 102 ]         |  |
| Premis Clio                                                  | Campanya mixta de promoció de vídeo – Guanyador d'or                                                          | Chernobyl | Guanyador | [ 102 ]         |  |
| Premis del Gremi de Vestuaris                                | [Excel·lència en la televisió d'època                                                                         | Odile Dicks-Mireaux (for "Please Remain Calm") | Nominat   | [ 103 ]         |  |
| Critics' Choice Television Awards                            | Millor Sèrie Limitada                                                                                         | Chernobyl | Nominat   | [ 104 ]         |  |
| Critics' Choice Television Awards                            | Millor actor en sèrie limitada o pel·lícula de televisió                                                      | Jared Harris | Nominat   | [ 104 ]         |  |
| Critics' Choice Television Awards                            | Millor actor secundari en una sèrie limitada o pel·lícula de televisió                                        | Stellan Skarsgård | Guanyador | [ 104 ]         |  |
| Critics' Choice Television Awards                            | Millor actriu secundària en una sèrie limitada o pel·lícula de televisió                                      | Emily Watson | Nominat   | [ 104 ]         |  |
| Premis del Gremi de Directors d'Amèrica                      | Direcció destacada: pel·lícules per a televisió i sèries limitades                                            | Johan Renck | Guanyador | [ 105 ]         |  |
| Premis Dorian                                                | Drama televisiu de l'any                                                                                      | Chernobyl | Nominat   | [ 106 ]         |  |
| Premis de televisió d'Edimburg                               | Millor Drama                                                                                                  | Chernobyl | Guanyador | [ 107 ]         |  |
| Premis de televisió d'Edimburg                               | Millor actor de televisió                                                                                     | Jared Harris | Nominat   | [ 107 ]         |  |
| Premis de televisió d'Edimburg                               | Millor actor de televisió                                                                                     | Emily Watson | Nominat   | [ 107 ]         |  |
| Premis de televisió d'Edimburg                               | Millor actor de televisió                                                                                     | Jessie Buckley | Nominat   | [ 107 ]         |  |
| Festival Nazionale del Doppiaggio Voci nell'Ombra            | TV – Miglior doppiaggio generale                                                                              | Chernobyl | Nominat   | [ 108 ]         |  |
| Premis Globus d'Or                                           | Millor sèrie limitada o pel·lícula de televisió                                                               | Chernobyl | Guanyador | [ 109 ]         |  |
| Premis Globus d'Or                                           | Millor actor - sèrie limitada o pel·lícula de televisió                                                       | Jared Harris | Nominat   | [ 109 ]         |  |
| Premis Globus d'Or                                           | Millor actor secundari: sèrie, sèrie limitada o pel·lícula de televisió                                       | Stellan Skarsgård | Guanyador | [ 109 ]         |  |
| Premis Globus d'Or                                           | Millor actriu secundària: sèrie, sèrie limitada o pel·lícula de televisió                                     | Emily Watson | Nominat   | [ 109 ]         |  |
| Premis Golden Reel                                           | Assoliment destacat en edició de so: diàleg i ADR per a mitjans de difusió llargs episòdics                   | Stefan Henrix, Harry Barnes, Michael Maroussas | Guanyador | [ 110 ]         |  |
| Premis Golden Reel                                           | Assoliment destacat en edició de so: efectes de so i Foley per a mitjans de difusió de forma llarga episòdica | Stefan Henrix, Joe Beal, Philip Clements, Tom Stewart, Anna Wright | Guanyador | [ 110 ]         |  |
| Premis Tomàquet d'Or                                         | Minisèries i sèries limitades amb les millors ressenyes                                                       | Chernobyl | Guanyador | [ 111 ]         |  |
| Premis Golden Trailer                                        | Millor thriller/terror (espot de televisió/tráiler/teaser per a una sèrie)                                    | Chernobyl | Guanyador | [ 112 ]         |  |
| Premis Gotham                                                | Sèrie Breakthrough - Forma llarga                                                                             | Chernobyl | Nominat   | [ 113 ]         |  |
| Premis Grammy                                                | Millor banda sonora per a mitjans visuals                                                                     | Hildur Guðnadóttir | Guanyador | [ 114 ]         |  |
| Premis Hollywood Music In Media                              | Millor banda sonora original: programa de televisió/sèrie limitada                                            | Hildur Guðnadóttir | Nominat   | [ 115 ]         |  |
| Hollywood Post Alliance                                      | Muntatge excepcional: televisió (més de 30 minuts)                                                            | Simon Smith and Jinx Godfrey // Sister Pictures | Nominat   | [ 116 ]         |  |
| Hollywood Post Alliance                                      | So excepcional - Televisió                                                                                    | Stefan Henrix, Stuart Hilliker, Joe Beal, Michael Maroussas and Harry Barnes // Boom Post                                                                                             | Nominat   | [ 116 ]         |  |
| Hollywood Post Alliance                                      | Efectes visuals destacats: televisió (menys de 13 episodis)                                                   | Lindsay McFarlane, Max Dennison, Clare Cheetham, Steven Godfrey and Luke Letkey // DNEG                                                                                               | Nominat   | [ 116 ]         |  |
| Premi Humanitas                                              | Sèrie limitada, pel·lícula de televisió o categoria especial                                                  | Craig Mazin (for "Vichnaya Pamyat") | Nominat   | [ 117 ]         |  |
| Premis IGN People's Choice                                   | Millor sèrie de televisió                                                                                     | Chernobyl | Guanyador | [ 118 ]         |  |
| Premis IGN People's Choice                                   | Millor sèrie de televisió dramàtica                                                                           | Chernobyl | Guanyador | [ 119 ]         |  |
| Premis IGN People's Choice                                   | Millor actuació televisiva dramàtica                                                                          | Jared Harris | Guanyador | [ 120 ]         |  |
| Premis IGN People's Choice                                   | Millor episodi de televisió                                                                                   | "The Happiness of All Mankind" | Guanyador | [ 121 ]         |  |
| Associació Internacional de Crítics de Música de Cinema      | Millor banda sonora original per a televisió                                                                  | Hildur Guðnadóttir | Guanyador | [ 122 ]         |  |
| Premis de l'Acadèmia de cinema i televisió irlandesos        | Actor secundari en drama                                                                                      | Barry Keoghan | Nominat   | [ 123 ]         |  |
| Premis de l'Acadèmia de cinema i televisió irlandesos        | Actriu amb un paper secundari en drama                                                                        | Jessie Buckley | Guanyador | [ 123 ]         |  |
| Premis del Gremi de Gestors de Localització                  | Ubicacions destacades a la televisió d'època                                                                  | Jonas Spokas | Guanyador | [ 124 ]         |  |
| Gremis de Maquilladors i Perruquers                          | Tel Sèrie de televisió, minisèrie o nous mitjans: millor maquillatge d'època i/o personatge                   | Daniel Parker i Natasha Nikolic-Dunlop | Nominat   | [ 125 ]         |  |
| Gremis de Maquilladors i Perruquers                          | Sèries de televisió, minisèries o nous mitjans - Millors efectes especials de maquillatge                     | Daniel Parker, Barrie Gower i Paul Spateri | Guanyador | [ 125 ]         |  |
| Gremis de Maquilladors i Perruquers                          | Sèries de televisió, minisèries o nous mitjans: millor pentinat d'època i/o personatge                        | Daniel Parker, Julio Parodi i Bozena Maisejenko | Nominat   | [ 125 ]         |  |
| Premis Música + So                                           | Millor disseny de so en un programa de televisió                                                              | Chernobyl | Guanyador | [ 126 ]         |  |
| Premis Nacionals de Televisió                                | Nou Drama | | Guanyador | [ 127 ]         |  |
| Premis Peabody                                               | Entreteniment                                                                                                 | Chernobyl | Guanyador | [ 128 ]         |  |
| Premis Primetime Emmy                                        | Sèrie limitada excepcional                                                                                    | Craig Mazin, Carolyn Strauss, Jane Featherstone, Johan Renck, Chris Fry i Sanne Wohlenberg                                                                                            | Guanyador | [ 129 ] [ 130 ] |  |
| Premis Primetime Emmy                                        | Millor actor principal en una sèrie limitada o pel·lícula                                                     | Jared Harris | Nominat   | [ 129 ] [ 130 ] |  |
| Premis Primetime Emmy                                        | Millor actor secundari en una sèrie limitada o pel·lícula                                                     | Stellan Skarsgård (for "Please Remain Calm") | Nominat   | [ 129 ] [ 130 ] |  |
| Premis Primetime Emmy                                        | Millor actriu secundària en una sèrie limitada o pel·lícula                                                   | Emily Watson (for "Open Wide, O Earth") | Nominat   | [ 129 ] [ 130 ] |  |
| Premis Primetime Emmy                                        | Direcció excepcional per a una sèrie limitada, pel·lícula o especial dramàtic                                 | Johan Renck | Guanyador | [ 129 ] [ 130 ] |  |
| Premis Primetime Emmy                                        | Escriptura excepcional per a una sèrie limitada, pel·lícula o especial dramàtic                               | Craig Mazin | Guanyador | [ 129 ] [ 130 ] |  |
| Premis Emmy Primetime Creative Arts                          | Càsting excepcional per a una sèrie limitada, pel·lícula o especial                                           | Nina Gold i Robert Sterne | Nominat   | [ 129 ] [ 130 ] |  |
| Premis Emmy Primetime Creative Arts                          | Cinematografia excepcional per a una sèrie limitada o pel·lícula                                              | Jakob Ihre (for "Please Remain Calm") | Guanyador | [ 129 ] [ 130 ] |  |
| Premis Emmy Primetime Creative Arts                          | Vesturari d'època excepcionals                                                                                | Odile Dicks-Mireaux, Holly McLean, Daiva Petrulyte, Anna Munro i Sylvie Org (for "Please Remain Calm")                                                                                | Nominat   | [ 129 ] [ 130 ] |  |
| Premis Emmy Primetime Creative Arts                          | Perruqueria excepcional per a una sèrie limitada o pel·lícula                                                 | Julio Parodi and Jovana Jovanavic | Nominat   | [ 129 ] [ 130 ] |  |
| Premis Emmy Primetime Creative Arts                          | Maquillatge excepcional per a una sèrie limitada o pel·lícula (no protèsica)                                  | Daniel Parker i Natasha Nikolic-Dunlop | Nominat   | [ 129 ] [ 130 ] |  |
| Premis Emmy Primetime Creative Arts                          | Maquillatge protèsic excel·lent per a una sèrie, sèrie limitada, pel·lícula o especial                        | Barrie Gower, Paul Spateri i Daniel Parker | Nominat   | [ 129 ] [ 130 ] |  |
| Premis Emmy Primetime Creative Arts                          | Composició musical destacada per a una sèrie limitada, pel·lícula o especial (partitura dramàtica original)   | Hildur Guðnadóttir (for "Please Remain Calm") | Guanyador | [ 129 ] [ 130 ] |  |
| Premis Emmy Primetime Creative Arts                          | Disseny de producció excepcional per a un període narratiu o programa de fantasia (una hora o més)            | Luke Hull, Karen Wakefield and Claire Levinson-Gendler | Guanyador | [ 129 ] [ 130 ] |  |
| Premis Emmy Primetime Creative Arts                          | Edició d'imatges d'una sola càmera excepcional per a una sèrie limitada o pel·lícula                          | Jinx Godfrey (for "Open Wide, O Earth") | Nominat   | [ 129 ] [ 130 ] |  |
| Premis Emmy Primetime Creative Arts                          | Edició d'imatges d'una sola càmera excepcional per a una sèrie limitada o pel·lícula                          | Simon Smith (for "Please Remain Calm") | Guanyador | [ 129 ] [ 130 ] |  |
| Premis Emmy Primetime Creative Arts                          | Edició de so excepcional per a una sèrie limitada, pel·lícula o especial                                      | Stefan Henrix, Joe Beal, Michael Maroussas, Harry Barnes, Andy Wade, Anna Wright (for "1:23:45")                                                                                      | Guanyador | [ 129 ] [ 130 ] |  |
| Premis Emmy Primetime Creative Arts                          | Barreja de so excepcional per a una sèrie limitada o pel·lícula                                               | Stuart Hilliker i Vincent Piponnier (for "1:23:45") | Guanyador | [ 129 ] [ 130 ] |  |
| Premis Emmy Primetime Creative Arts                          | Efectes visuals especials destacats en un paper secundari                                                     | Max Dennison, Lindsay McFarlane, Claudius Christian Rauch, Clare Cheetham, Laura Bethencourt Montes, Steven Godfrey, Luke Letkey, Christian Waite and William Foulser (for "1:23:45") | Guanyador | [ 129 ] [ 130 ] |  |
| Premis del Gremi de Productors d'Amèrica                     | Productor destacat de sèries limitades de televisió                                                           | Craig Mazin, Carolyn Strauss, Jane Featherstone, Johan Renck, Chris Fry and Sanne Wohlenberg                                                                                          | Guanyador | [ 131 ]         |  |
| Premis de la Royal Television Society                        | Mini-Sèrie | Chernobyl | Nominat   | [ 132 ]         |  |
| Premis de la Royal Television Society                        | Actor (Masculí)                                                                                               | Jared Harris | Nominat   | [ 132 ]         |  |
| Premis de la Royal Television Society                        | Escriptor (drama)                                                                                             | Craig Mazin | Guanyador | [ 132 ]         |  |
| Premis de disseny i artesania de la Royal Television Society | Director – Drama                                                                                              | Johan Renck | Nominat   | [ 133 ]         |  |
| Premis de disseny i artesania de la Royal Television Society | Música – Partitura original                                                                                   | Hildur Guðnadóttir | Guanyador | [ 133 ]         |  |
| Premis de disseny i artesania de la Royal Television Society | Disseny de vestuari – Drama                                                                                   | Odile Dicks-Mireaux | Guanyador | [ 133 ]         |  |
| Premis de disseny i artesania de la Royal Television Society | Disseny de maquillatge – Drama                                                                                | Daniel Parker | Guanyador | [ 133 ]         |  |
| Premis de disseny i artesania de la Royal Television Society | Fotografia – Drama i Comèdia                                                                                  | Jakob Ihre | Guanyador | [ 133 ]         |  |
| Premis de disseny i artesania de la Royal Television Society | Disseny de producció – Drama                                                                                  | Luke Hull, Clare Levinson-Gendler | Guanyador | [ 133 ]         |  |
| Premis de disseny i artesania de la Royal Television Society | So - Drama | Stefan Henrix, Stuart Hilliker, Joe Beal, Harry Barnes, Michael Maroussas | Guanyador | [ 133 ]         |  |
| Premis Satèl·lit                                             | Millor Minisèrie                                                                                              | Chernobyl | Guanyador | [ 134 ]         |  |
| Premis Satèl·lit                                             | Millor actor - Minisèrie o pel·lícula de televisió                                                            | Jared Harris | Guanyador | [ 134 ]         |  |
| Premis Satèl·lit                                             | Millor actor secundari: sèrie, minisèrie o pel·lícula de televisió                                            | Stellan Skarsgård | Nominat   | [ 134 ]         |  |
| Premis Satèl·lit                                             | Millor actriu secundària: sèrie, minisèrie o pel·lícula de televisió                                          | Emily Watson | Nominat   | [ 134 ]         |  |
| Premis del Gremi d'Actors de Pantalla                        | Actuació destacada d'un actor masculí en una minisèrie o pel·lícula de televisió                              | Jared Harris | Nominat   | [ 135 ]         |  |
| Premis del Gremi d'Actors de Pantalla                        | Actuació destacada d'una actriu femenina en una minisèrie o pel·lícula de televisió                           | Emily Watson | Nominat   | [ 135 ]         |  |
| Premis Sentinel                                              | Tema: Seguretat nuclear                                                                                       | Chernobyl | Guanyador | [ 136 ]         |  |
| Premis de la Societat de Compositors i Lletristes            | Partitura original destacada per a una producció de televisió o streaming                                     | Hildur Guðnadóttir | Guanyador | [ 137 ]         |  |
| Premis de l'Associació de Crítics de Televisió               | Programa de l'any                                                                                             | Chernobyl | Nominat   | [ 138 ]         |  |
| Premis de l'Associació de Crítics de Televisió               | Assoliment destacat en pel·lícules, minisèries i especials                                                    | Chernobyl | Guanyador | [ 138 ]         |  |
| Premis Televisual Bulldog                                    | Millor drama únic o sèrie                                                                                     | Chernobyl | Guanyador | [ 139 ]         |  |
| Premis Televisual Bulldog                                    | Millor Fotografia                                                                                             | Chernobyl | Guanyador | [ 139 ]         |  |
| Premis Televisual Bulldog                                    | Millor Música                                                                                                 | Chernobyl | Guanyador | [ 139 ]         |  |
| Premis Televisual Bulldog                                    | Millor VFX | Chernobyl | Guanyador | [ 139 ]         |  |
| Premis de TV de Venècia                                      | Millor Sèrie de TV                                                                                            | Chernobyl | Guanyador | [ 140 ]         |  |
| Premis Visual Effects Society                                | Efectes visuals de suport excepcionals en un episodi fotoreal                                                 | Max Dennison, Lindsay McFarlane, Clare Cheetham, Paul Jones i Claudius Christian Rauch (for "1:23:45")                                                                                | Guanyador | [ 141 ]         |  |
| Premis World Soundtrack                                      | Compositor de televisió de l'any                                                                              | Hildur Guðnadóttir | Guanyador | [ 142 ]         |  |
| Premis del Gremi d'Escriptors d'Amèrica                      | Forma llarga - Original                                                                                       | Craig Mazin | Guanyador | [ 143 ]         |  |